# Madonna met de stoel
Madonna met de stoel (Italiaans: Madonna della seggiola) is een schilderij van de Italiaanse renaissanceschilder Rafaël, gemaakt in 1513 - 1514. Het toont Maria met het Christuskind en Johannes de Doper. Het werk bevindt zich in de collectie van het Palazzo Pitti te Florence.

## Context
Op 10 juni 1858 schreef de Amerikaanse schrijver Nathaniel Hawthorne tijdens een culturele rondreis door Europa in zijn dagboek: 
Vandaag zijn mijn vrouw en ik naar het Palazzo Pitti geweest. De verzameling schilderijen daar is de meest interessante die ik ooit heb gezien. Ik kan en zal misschien nooit over enkel één ervan praten, maar het mooiste schilderij ter wereld, daar ben ik van overtuigd, is toch echt de Madonna della Seggolia van Rafaël. Ik kende het werk al van talloze gravures en reproducties en het trof me met een vertrouwde schoonheid, maar tegelijk ook goddelijker dan ik ooit had kunnen denken. Een kunstenaar was het aan het kopiëren, heel getrouw, absoluut, maar toch, zonder dat mysterieuze ik-weet-niet-wat dat het schilderij zo een wonder maakt.
Hawthorne refereert met zijn kwalificaties "goddelijk" en "mysterieus" aan het specifieke karakter van veel van Rafaëls werk, waarmee hij het zuivere klassieke schoonheidsideaal uit de renaissance overstijgt. Kunsthistorica Michele Prisco duidt het als een "fragiele balans tussen afstand en nabijheid" en het "raken van de tedere emoties die uit een verfijnde gezichtsuitdrukking kunnen spreken" In Madonna della Seggolia laat Rafaël dit bij uitstek zien.

## Afbeelding
Madonna met de stoel is een portret met iconografische kenmerken, appellerend aan de religieuze verbeelding van het volk. Het toont een ongedwongen tafereel met Maria en het Christuskind, en rechtsachter Johannes de Doper. Maria koestert het kind op liefdevolle wijze tegen zich aan en kijkt de toeschouwer vanuit de hoeken van haar ogen op uitnodigende wijze aan, waarmee een onmiskenbare interactie wordt gecreëerd, alsof er sprake is van een soort van intieme verstandhouding, op een wijze die doet denken aan Leonardo da Vinci's Mona Lisa.
De compositie van het werk valt op door de weloverwogen uitgebalanceerde harmonie. De kleurstelling wordt gedomineerd door de bonte sjaal over de schouders van de maagd de gestreepte doek om haar hoofd, tegenover de effen vlakken bij de mouw, rok en het hemdje van het kind. De figuren van Johannes en Maria, en in het bijzonder haar in elkaars verlengde gebogen hoofd en rechterarm, volgen in diverse opzichten de curve van de tondo en vormen daarmee als het ware een tweede cirkel om het Christuskind, dat daarmee volledig in het centrum wordt geplaatst. De positionering van de figuren zorgt bovendien voor dynamiek en suggereert de typische schommelbeweging die een moeder maakt als ze haar kind knuffelt.

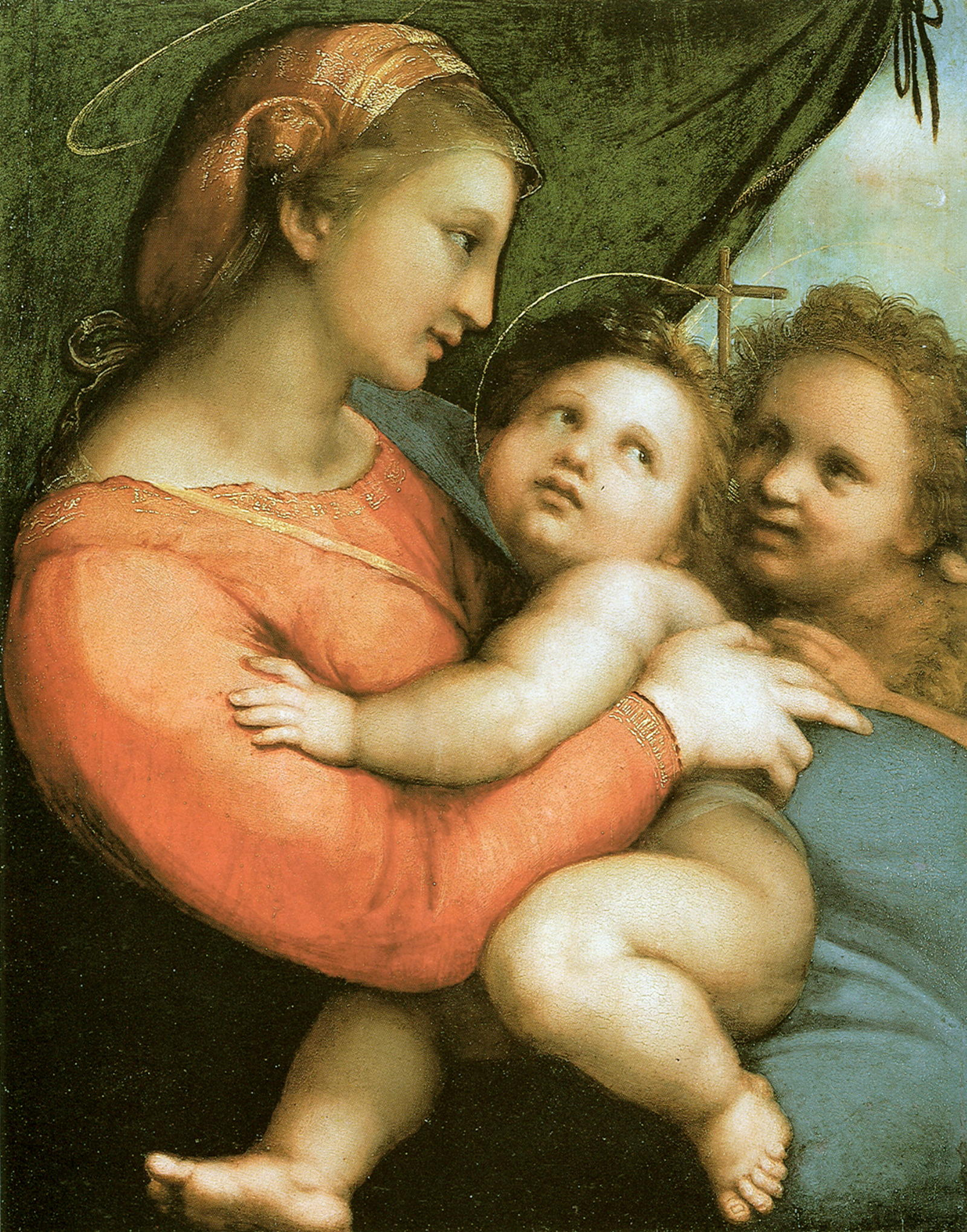
Madonna della tenda, 1513-1514

Als model voor Maria wordt wel de Romeinse volksvrouw Margarita Luti genoemd, ook wel genaamd La Fornarina (de bakkersdochter), de minnares van de kunstenaar die ook te herkennen is in de Sixtijnse Madonna en andere van zijn werken. Met zekerheid is dit nooit vastgesteld. De stoel ("seggiola"), waaraan het schilderij zijn naam dankt, is een elegante purperen zetel met een gedraaide rugleuning, gouden versierselen en lange franjes, duidend op een zekere voornaamheid.
Madonna met de stoel is waarschijnlijk geschilderd, als veel van Rafaëls werk uit die periode, in opdracht voor een privépersoon, mogelijk voor paus Leo X. Qua harmonie, dynamiek en interactie wordt het werk, samen met zijn grootser opgezette Sixtijnse Madonna, gezien als een der krachtigste onder de madonna's uit zijn oeuvre. Zijn in dezelfde periode geschilderde en sterk gelijkende Madonna met het gordijn (Madonna della tenda, 1513-1514, thans te zien in de Alte Pinakothek te München) is bijvoorbeeld met duidelijk minder zorg afgewerkt dan het hier besproken werk en mist de krachtige uitstraling die dit werk, andermaal volgens Prisco, "uitzonderlijk maakt". Christiane Stukenbrock en Barbara Topper kwalificeren het portret als "het hoogtepunt uit de madonnaschilderkunst uit de Italiaanse hoogrenaissance".